# Relativgeschwindigkeit
In der klassischen Mechanik ist die Relativgeschwindigkeit die Differenz der Geschwindigkeiten zweier Objekte. Diese können sich entweder im selben Bezugssystem befinden oder die Geschwindigkeit eines Objekts bezeichnen, das sich in einem Bezugssystem bewegt, das kein Inertialsystem ist. Beispiel ist die Relativgeschwindigkeit zweier Objekte bei Stoßvorgängen oder die Geschwindigkeit eines Körpers der in einem rotierenden Bezugssystem beschrieben wird.

## Spezielle Relativitätstheorie
Die spezielle Relativitätstheorie geht von der Konstanz der Lichtgeschwindigkeit c in allen Inertialsystemen aus. Dies führt unter anderem dazu, dass
- Relativgeschwindigkeiten außerhalb des newtonschen Grenzfalls nicht additiv sind, und
- die Differenzgeschwindigkeit zwischen A und B nicht gleich ihrer Relativgeschwindigkeit ist und insbesondere einen größeren Betrag hat. Während die maximale  Differenzgeschwindigkeit zwischen zwei Objekten relativ zu einem dritten Inertialsystem den Grenzwert 2c hat, liegt dieser für die maximale Relativgeschwindigkeit gegenüber jedem System bei c.

Um von einem beliebigen Laborsystem {\displaystyle {\vec {v}}_{\mathrm {BA} }} aus {\displaystyle {\vec {v}}_{\mathrm {A} }} und {\displaystyle {\vec {v}}_{\mathrm {B} }} zu berechnen, muss man Letztere mittels einer Lorentz-Transformation in das Ruhesystem von A umrechnen. Sind {\displaystyle {\vec {v}}_{\mathrm {A} }} und {\displaystyle {\vec {v}}_{\mathrm {B} }} kollinear, so lautet die Formel
{\displaystyle v_{\mathrm {BA} }={\frac {v_{\mathrm {B} }-v_{\mathrm {A} }}{1-{\frac {v_{\mathrm {A} }v_{\mathrm {B} }}{c^{2}}}}}}.

## Beispiele
Flugzeuge haben eine Relativgeschwindigkeit zur Luft, die sie umgibt. Bei Windstille entspräche diese der Geschwindigkeit über Grund. Rückenwind erhöht die Geschwindigkeit über Grund; Gegenwind senkt sie.
Schiffe haben ebenfalls eine Geschwindigkeit über Grund („Fahrt über Grund“). Wasserströmungen beeinflussen diese.
Viele Satelliten haben einen von der Erde aus gesehen fixen Standort („geostationär“); vom Weltall aus gesehen umkreisen sie die Erde.